# کویمبا، آنگولا
کویمبا (به انگلیسی: Cuimba) شهری در استان زئیر واقع در کشور آنگولا است که در سال ۲۰۰۹ میلادی ۱۳٬۹۲۷ نفر جمعیت داشته‌است.